# Клён маньчжурский
Клён маньчжу́рский (лат. Acer mandshuricum) — вид деревьев рода Клён (Acer) семейства Сапиндовые (Sapindaceae).

## Ботаническое описание

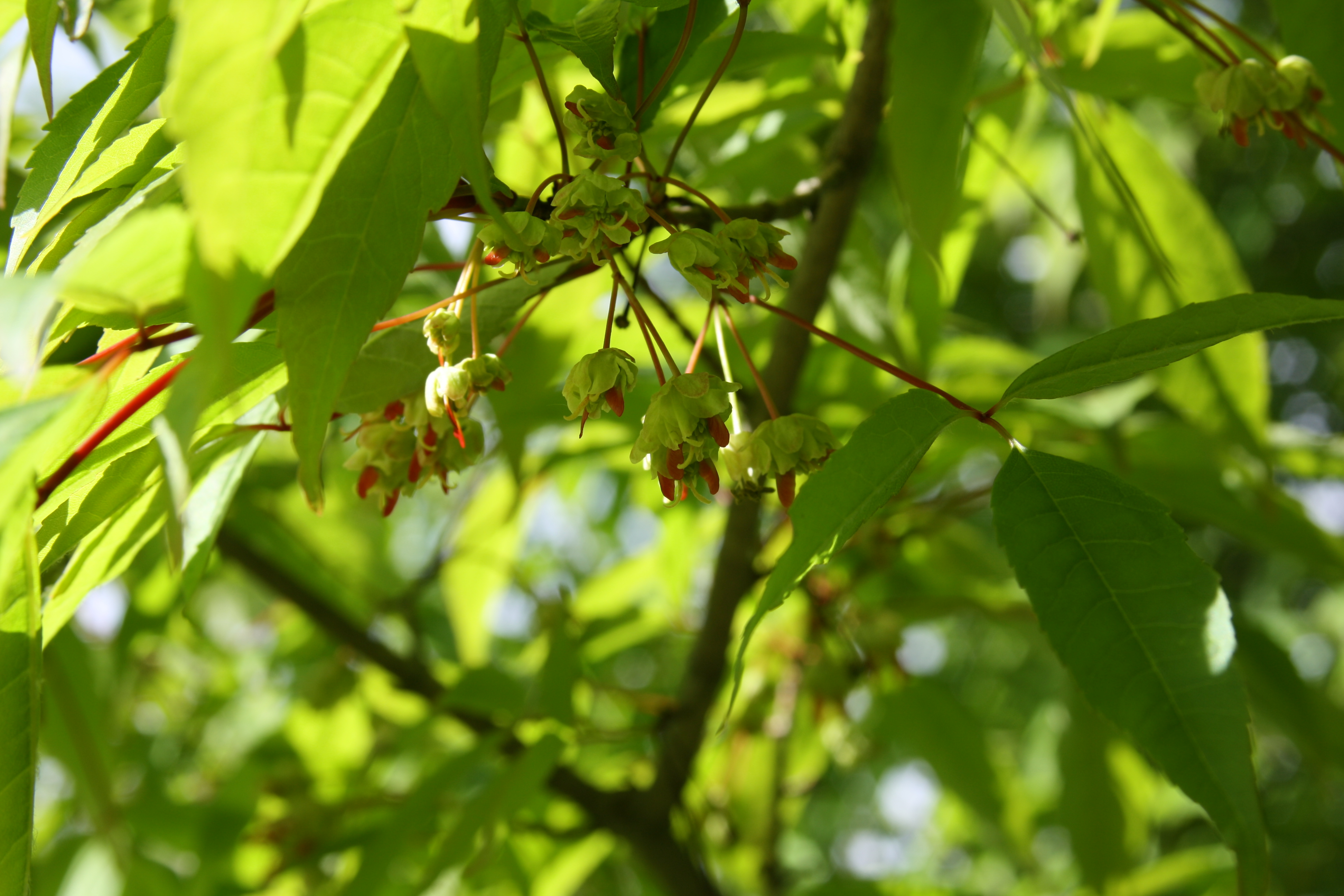
Цветы с завязями плодов

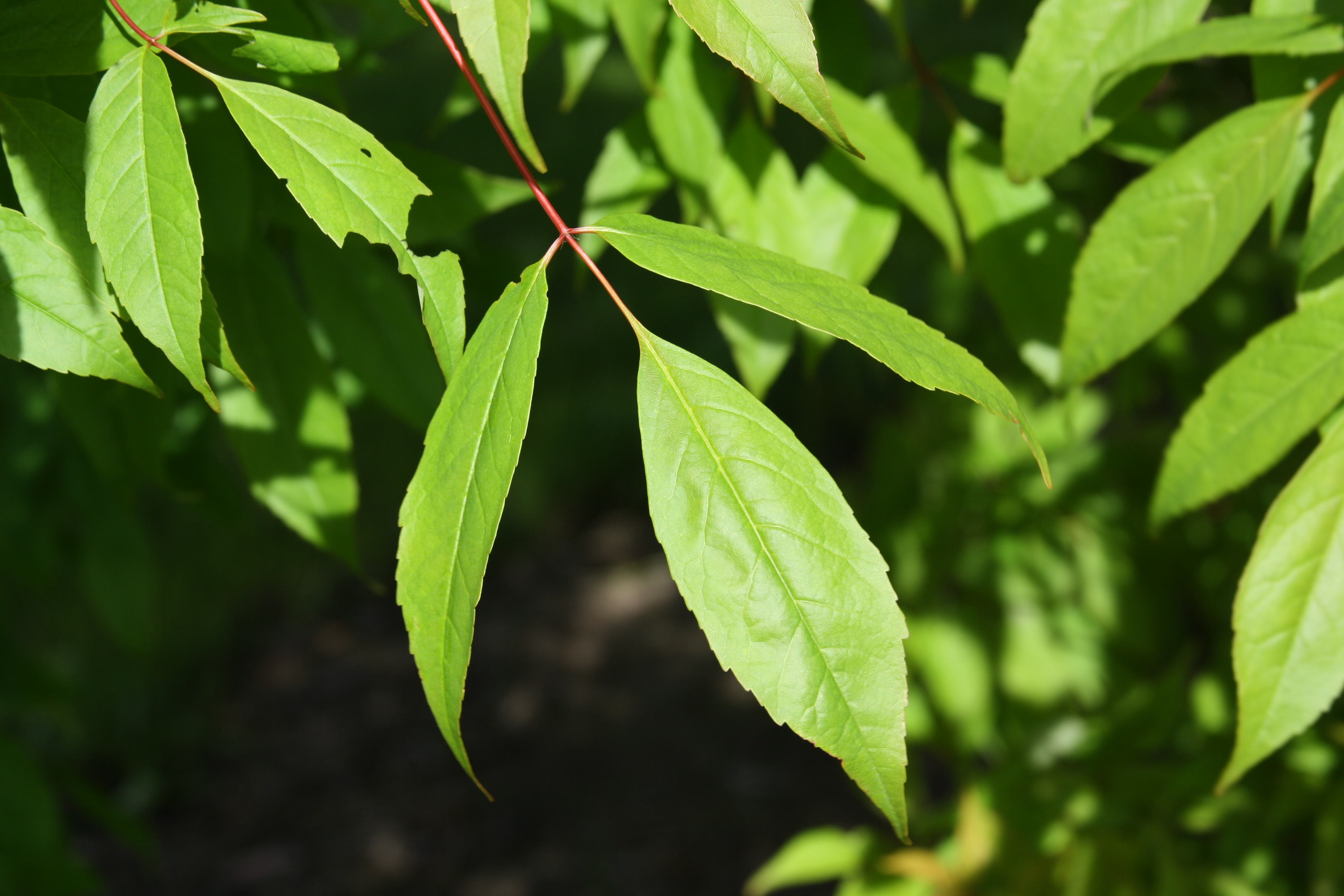
Молодой лист

Деревья высотой до 20 м и диаметром ствола до 60 см. Кора серого или буровато-серого цвета.
Листья тройчато-сложные, с длинными красноватыми черешками. Листочки ланцетные, яйцевидно-ланцетные или продолговато-эллипсоидные, до 8 см длиной и 2,5 см шириной.
Цветки довольно крупные, 7–8 мм в диаметре, желтовато-зелёные, в малоцветковых (3–5) короткостебельчатых соцветиях.
Чашелистики яйцевидной формы, 7–8 мм длиной.
Плоды — голые крылатки 3–3,5 см длиной с расходящимися под прямым углом крыльями.
Цветёт в мае, плодоносит в сентябре.
В 1 кг до 13300 штук семян. Плодоносит ежегодно, но местами и неравномерно. Семена требуют стратификации 70—80 дней при температуре 7°, всхожесть около 60%.

## Распространение и экология
Распространён на Корейском полуострове и в некоторых районах Китая. Произрастает на юге Приморского края. По побережью моря продвигается до Ольгинского района, где встречается по правым притоком р. Аввакумовки, а по западным склонам Сихотэ-Алиня — до бассейна р. Уссури (в Чугуевском районе). 
Растёт в долинных кедрово-широколиственных, преимущественно в кедрово-ильмовоясеневых и ильмово-ясеневых лесах, участвуя во втором ярусе их, где доля его участия может достигать 30—40% общего состава насаждений, а запас его древесины — 30–50 м³ на гектаре. На горных склонах встречается значительно реже, единично.
Предпочитает плодородные, достаточно влажные и хорошо дренированные почвы. Заболоченности не выносит. Теплолюбив. Смолоду растёт медленно, затем быстро обгоняет клён мелколистный. Стволы хорошо очищаются от сучьев. Возобновляется семенами и пневой порослью. Разводится семенами.
По данным Леонида Любарского и Любови Васильевой на клёне маньчжурском найдены следующие дереворазрушающие грибы: ишнодерма смолистая (Ischnoderma resinosum),  трутовик настоящий (Fomes fomentarius), трутовик кленовый, пеллопорус скаурус, трутовик пенообразный, трутовик чешуйчатый (Cerioporus squamosus), лейкофеллинус ирпексовидный.

## Значение и применение
Древесина белая или желтоватая. По массе, твердости и прочности несколько уступает клёну мелколистному, но используется аналогично ему. Фаутность стволов значительно больше, чем у клёна мелколистного. Основные пороки: заросшие сучья (поражено 70–80% стволов), ложное ядро и внутренние гнили (от кленового трутовика и ирпексовидной губки). Весьма декоративный вид благодаря стройным светлокорым стволам, оригинальным тройчатым листьям на красных черешках и яркой пурпурно-красной листве осенью. 
Отличный медонос поздневесеннего периода. Нектарность одного цветка в условиях юга Приморья в 1976 году колебалась от 0,456 до 0,933 мг сахара. В 1973 и 1976 годах в период его цветения некоторые пасеки Анучинского района Приморского края получили большой сбор мёда. На отдельных пасеках дневной привес контрольных ульев составил 3,3 кг. Продуктивность нектара условно чистыми насаждениями 100–200 кг/га. Масса пыльников одного цветка 4,2–6,0 мг, а пыльцепродуктивность 1,4–2,0 мг. Пыльца мелкая, зеленоватая. 
Молодой подрост поедается дикими животными. 

## Культивирование
Этот вид был впервые введён в культуру в 1904 году, когда деревья маньчжурского клёна были высажены в Королевских ботанических садах Кью в Британии. Испытание этого клёна в Британии не было особенно успешным вследствие его приспособленности к континентальному климату, так как в условиях английского климата для него свойственно раннее распускание листьев и их повреждение поздними заморозками; самый высокий зарегистрированный экземпляр в Англии достигает 8 метров в высоту.
Хотя этот клён редко можно увидеть в культуре за пределами дендрариев, его стройный габитус делает маньчжурский клён подходящим для малых садов и, подобно родственным видам, осенью он обретает замечательную расцветку, включающую розовые и оранжевые тона. Лучше растёт на постоянно освещённом солнцем или на слегка притенённом месте, на кислой или нейтральной влажной, но хорошо дренированной почве.
В США взрослые экземпляры маньчжурского клёна, включая 70-летнее дерево 13 метров высотой и 8 метров шириной, можно увидеть в дендрарии Арнолд в Бостоне. В Канаде в Королевских ботанических садах в Гамильтоне, провинция Онтарио растут три маньчжурских клёна, каждый около 10 метров в высоту.
В Санкт-Петербурге, в парке Ботанического сада Петра Великого БИН РАН плодоносит.

## Классификация

### Таксономия
Вид Клён маньчжурский входит в род Клён (Acer) семейства Сапиндовые (Sapindaceae).
|  |                                      |  |                                                       |                                                       |                      |  | ещё 8 семейств (согласно Системе APG II) | ещё 8 семейств (согласно Системе APG II) |                       |  |  |  | ещё более 100 видов |
|  |                                      |  |                                                       |                                                       |                      |  | ещё 8 семейств (согласно Системе APG II) | ещё 8 семейств (согласно Системе APG II) |                       |  |  |  | ещё более 100 видов |
|  |                                      |  |                                                       | порядок Сапиндоцветные                                |                      |  |                                          |                                          | род Клён              |  |  |  |                     |
|  |                                      |  |                                                       | порядок Сапиндоцветные                                |                      |  |                                          |                                          | род Клён              |  |  |  |                     |
|  | отдел Цветковые, или Покрытосеменные |  |                                                       |                                                       | семейство Сапиндовые |  |                                          |                                          | вид Клён маньчжурский |  |  |  |                     |
|  | отдел Цветковые, или Покрытосеменные |  |                                                       |                                                       | семейство Сапиндовые |  |                                          |                                          |                       |  |  |  |                     |
|  |                                      |  | ещё 44 порядка цветковых растений (по Системе APG II) | ещё 44 порядка цветковых растений (по Системе APG II) |                      |  |                                          | ещё 140—150 родов                        | ещё 140—150 родов     |  |  |  |                     |
|  |                                      |  |                                                       | ещё 44 порядка цветковых растений (по Системе APG II) |                      |  |                                          |                                          | ещё 140—150 родов     |  |  |  |                     |